# Norbert Dedeckere
Norbert Dedeckere (ur. 23 listopada 1948 w Ostendzie, zm. 17 stycznia 2015 tamże) – belgijski kolarz przełajowy i szosowy, dwukrotny medalista mistrzostw świata.

## Kariera
Pierwszy sukces w karierze Norbert Dedeckere osiągnął w 1970 roku, kiedy zdobył brązowy medal w kategorii amatorów podczas przełajowych mistrzostw świata w Zodler. W zawodach tych wyprzedzili go jedynie jego rodak Robert Vermeire oraz Hiszpan José Maria Basualdo. Na rozgrywanych dwa lata później mistrzostwach świata w Pradze był najlepszy w tej samej kategorii. Pokonał tam bezpośrednio Miloša Fišerę z Czechosłowacji i Wolfganga Rennera z RFN. Był też między innymi czwarty na mistrzostwach świata w Londynie w 1973 roku, gdzie w walce o medal lepszy okazał się Ekkehard Teichreber z RFN. Kilkakrotnie zdobywał medale przełajowych mistrzostw kraju, w tym złoty w 1974 roku. Startował także na szosie, ale bez większych sukcesów. Nigdy nie wystąpił na igrzyskach olimpijskich. W 1981 roku zakończył karierę.